# Passi-ho bé, senyor Chips
Passi-ho bé, senyor Chips (títol original en anglès Goodbye, Mr. Chips) és una novel·la de James Hilton sobre les experiències d'un professor que ha inspirat dues pel·lícules homònimes.

## Argument
En Chips, sobrenom d'un professor, arriba a Brookfield, un internat rural anglès de finals de segle, per impartir classes de llatí. Al principi és massa rígid i no aconsegueix connectar amb els nois, fins que l'amor per una noia progressista el fa canviar. Malgrat la mort d'ella en un part prematur, en Chips no perd el bon humor i és recordat per diverses generacions d'estudiants pels seus acudits i fermesa moral, fins i tot quan es jubila i passa a viure a la caseta del costat de l'escola. Els ex-alumnes desfilen per la seva saleta, i ell recorda els moments viscuts per Anglaterra amb ells, ja que veu l'internat com a guardià del vell ordre. Mor en pau després de la visita d'un darrer jove.

## Anàlisi
La novel·la narra en forma de petits capítols records de la vida d'en Chips quan ja és un vell. El narrador adopta un punt de vista omniscient, amb ocasionals incursions en el discurs indirecte lliure, per apropar els pensaments i sentiments del professor, sempre vehiculats per noms o rostres concrets d'alumnes.
Sembla que el relat està inspirat en la vida del pare de Hilton, fet que explicaria el to d'elegia de tota l'obra.